# المحاميد القبلية
قرية المحاميد القبلية هي إحدى القرى التابعة لمركز أرمنت في محافظة الأقصر في جمهورية مصر العربية. حسب إحصاءات سنة 2006، بلغ إجمالي السكان في المحاميد القبلية 8444 نسمة، منهم 4298 رجل و4146 امرأة.